# Capo del Governo Primo Ministro Segretario di Stato
Capo del Governo Primo Ministro Segretario di Stato fu il titolo assunto dal Capo del Governo del Regno d'Italia, durante e poco dopo il ventennio fascista, in sostituzione del titolo di Presidente del Consiglio dei Ministri precedentemente utilizzato.

## Storia
Il cambio di denominazione da Presidente del Consiglio dei ministri a Capo del Governo Primo Ministro Segretario di Stato fu stabilito da una delle prime leggi fascistissime, la legge 24 dicembre 1925, n. 2263, la prima in assoluto a modificare lo Statuto Albertino. La nuova denominazione rifletteva la posizione di netta preminenza del Capo del Governo rispetto a tutti gli altri membri dello stesso, a lui subordinati gerarchicamente, grazie ai maggiori poteri che la legge gli conferiva.
Tale titolo fu usato da:
- Benito Mussolini (29 dicembre 1925[N 1] - 25 luglio 1943, nel governo Mussolini);
- Pietro Badoglio (25 luglio 1943 - 3 giugno 1944, governo Badoglio I e governo Badoglio II).[N 2]

## Funzioni
La legge 24 dicembre 1925, n. 2263, rappresenta il primo passo fondamentale che il regime fascista attua per trasformare il Regno d'Italia da monarchia parlamentare a dittatura totalitaria, modificando lo Statuto Albertino, che peraltro nemmeno prevedeva la figura del capo del governo.
La legge poneva fine al principio, proprio dello Stato parlamentare, secondo cui il governo e il suo capo rispondono verso il parlamento, della cui fiducia devono godere. Stabiliva infatti all'art. 2 che «Il capo del governo primo ministro segretario di Stato è nominato e revocato dal Re ed è responsabile verso il Re dell'indirizzo generale politico del Governo». Il capo del governo, quindi, era responsabile esclusivamente nei confronti del Re; Vittorio Emanuele III fece valere questa responsabilità una sola volta nel 1943 quando, a seguito dell'ordine del giorno Grandi, sostituì Benito Mussolini con Pietro Badoglio.
L'art. 2 della legge proseguiva stabilendo che:
- «I ministri segretari di Stato sono nominati e revocati dal Re, su proposta del capo del governo primo ministro. Essi sono responsabili verso il Re e verso il capo del governo di tutti gli atti e i provvedimenti dei loro Ministeri»;
- «I sottosegretari di Stato sono nominati e revocati dal Re, su proposta del capo del governo di concerto col ministro competente».

L'art. 3 della legge stabiliva che «Il capo del governo primo ministro dirige e coordina l'opera dei ministri, decide sulle divergenze che possono sorgere tra di essi, convoca il Consiglio dei ministri e lo presiede».
L'art. 4 della legge stabiliva che «Con regio decreto può essere affidata al capo del governo la direzione di uno o più ministeri. In tal caso con suo decreto egli può delegare al sottosegretario di Stato parte delle attribuzioni del ministro». Di tale possibilità Mussolini fece ampio uso, assumendo la titolarità dei ministeri più importanti: nella seconda metà del 1933 era titolare di ben sette dicasteri su quattordici.
L'art. 6 della legge stabiliva che «Nessun oggetto può essere messo all'ordine del giorno di una delle due Camere, senza l'adesione del capo del governo». In altri termini, veniva assicurato al capo del governo il controllo sull'ordine del giorno dei lavori parlamentari, in netto contrasto con il principio di indipendenza del potere legislativo dall'esecutivo e, quindi, di separazione dei poteri.
Il capo del governo primo ministro segretario di Stato era presidente di diritto del Gran consiglio del fascismo e del Consiglio nazionale delle corporazioni. Si trovava in seconda posizione nell'ordine delle cariche del Regno d'Italia.

## Capi del Governo Primi Ministri Segretari di Stato
| N° | Capo del Governo Primo Ministro Segretario di Stato | Capo del Governo Primo Ministro Segretario di Stato | Capo del Governo Primo Ministro Segretario di Stato | Mandato          | Mandato                                                               | Orientamento / Partito     | Governo e composizione | Governo e composizione     | Legislatura      | Re d'Italia           |
| N° | Capo del Governo Primo Ministro Segretario di Stato | Capo del Governo Primo Ministro Segretario di Stato | Capo del Governo Primo Ministro Segretario di Stato | Inizio           | Fine                                                                  | Orientamento / Partito     | Governo e composizione | Governo e composizione     | Legislatura      | Re d'Italia           |
| -- | --------------------------------------------------- | --------------------------------------------------- | --------------------------------------------------- | ---------------- | --------------------------------------------------------------------- | -------------------------- | ---------------------- | -------------------------- | ---------------- | --------------------- |
| 1  |                                                     |                                                     | Benito Mussolini (1883-1945)                        | 29 dicembre 1925 | 25 luglio 1943                                                        | Partito Nazionale Fascista | Mussolini              | Partito Nazionale Fascista | XXVII            | Vittorio Emanuele III |
| 1  | XXVIII - XXIX - XXX                                 |                                                     | Benito Mussolini (1883-1945)                        | 29 dicembre 1925 | 25 luglio 1943                                                        | Partito Nazionale Fascista | Mussolini              | Partito Nazionale Fascista |                  | Vittorio Emanuele III |
| 2  |                                                     |                                                     | Pietro Badoglio (1871-1956)                         | 25 luglio 1943   | 24 aprile 1944                                                        | Militare                   | Badoglio I             | Militari - Indipendenti    | Camera soppressa | Vittorio Emanuele III |
| 2  | 24 aprile 1944                                      | 3 giugno 1944                                       | Pietro Badoglio (1871-1956)                         | Badoglio II      | Comitato di Liberazione Nazionale DC - PSIUP - PCI - PLI - PDL - Pd'A | Militare                   |                        |                            | Camera soppressa | Vittorio Emanuele III |

### Annotazioni
1. 1 2  Già Presidente del Consiglio dei ministri dal 31 ottobre 1922.
2. 1 2  Dal 3 giugno alla data di termine del governo (successivo 18 giugno), "Presidente del Consiglio dei Ministri, Primo Ministro Segretario di Stato".

### Fonti
1. 1 2  Legge 24 dicembre 1925, n. 2263, in materia di "Attribuzioni e prerogative del Capo del Governo, Primo Ministro Segretario di Stato"
2. ↑  Regio decreto 16 maggio 1944, n. 136
3. 1 2   Le leggi “Fascistissime”, su istoreco.re.it, Istituto per la storia della Resistenza e della società contemporanea, 12 settembre 2017. URL consultato il 27 aprile 2020.